# Estadio Francisco Zarco
El Estadio Francisco Zarco es un estadio olímpico de fútbol ubicado en la ciudad de Durango, México, siendo construido en la Ciudad Deportiva hoy conocida como Av. Universidad, y es sede del club Alacranes de Durango de la Segunda División de México. Su capacidad es de 24 000 espectadores. Su inauguración nunca se festejó por trabajo que faltó realizarse, pero el 24 de noviembre de 1957 se realizó el primer encuentro de fútbol.

## Construcción
El Estadio Francisco Zarco fue ubicado en lo que se le llamó Ciudad Deportiva de Durango, donde la administración del gobernador Enrique Torres Sánchez había iniciado las obras.
Primero se construyeron unos flamantes frontones ya que ese era uno de los deportes más amados del mandatario, después se construyó el estadio de béisbol Francisco Villa donde juegan los Generales de Durango.

## Instalaciones
Al interior del estadio contiene gradas que están divididas por secciones y en la que caben 18 000 espectadores. Tiene un espacio techado y cuenta con múltiples palcos para mayor comodidad.
Fuera de él cuenta con un amplio estacionamiento, unidades deportivas de tierra y cemento, además esta a un lado de los estadios de Baseball y Softball, el Estadio Francisco Villa y el Estadio Ángel Carita Medina respectivamente.

## Campeonatos de los Alacranes de Durango
El estadio ha visto cientos de juegos y entre ellos 3 campeonatos para los "Albiverdes":
- Final Invierno 1998, Durango enfrenta a Marte donde el global fue 1-0 para Durango.

- Final del verano 1999, "El Zarco" vio como los Alacranes de Durango remontaban un global de 2-0 para coronarse bicampeones tras vencer 4-1 a Potros Marte y quedar un 4-3 final.

- Final Clausura 2013 contra el equipo de Pioneros de Cancún de la Liga de Nuevos Talentos donde los Alacranes ganarían 3-0 para después viajar a Cancún donde perderían 1-0 para coronarse campeones. Con un global de 3-1 Durango enfrentaría a los Académicos de Atlas en la final por el ascenso a la Liga Premier. Atlas le ganaría el partido por el ascenso, pero por reglamento ascendería Durango a la Liga Premier en la Segunda División de México.

## Uso profesional
El estadio ha sido sede de partidos amistosos de Primera División de México. Estos partidos se llevan a cabo para el gozo de la gente por algún evento del gobierno y sirve como pretemporada para los equipos.
Entre los equipos que más visitan la capital son Santos Laguna y CF Pachuca.
El equipo Acaxees de Durango, de la Liga de Balompié Mexicano, jugó provisionalmente sus partidos de local en este recinto.